# اوسچینا
اوسچینا (به صربی: Osečina) یک شهرستان در صربستان است که در ناحیه کولوبارا واقع شده‌است. اوسچینا ۲۰۱ متر بالاتر از سطح دریا واقع شده‌است.